# Társközvetítés
A társközvetítés hagyományos értelemben egy nő és egy férfi összeismertetését jelenti rendszerint házasság céljából.

## Társközvetítés régen
Számos kultúrában a párközvetítő komoly, professzionális munkát végzett. Például az Askenázik körében shadchan névvel illették azokat, akik hivatásszerűen űzték a társközvetítés mesterségét. De a hindu kultúrában is fontos szerepet töltöttek be a hasonló szerepkörben dolgozók. Munkájuk általános elismertséget élvezett, kapcsolati hálójuknak köszönhetően személyes tanácsadókként tudtak működni és javaslatuk alapján számtalan házasság született.
Azokban a kultúrákban, ahol az elrendezett házasság volt az elvárt párkapcsolati forma, ott az asztrológiával is foglalkozó párközvetítők gyakran a csillagok állásából olvasták ki, hogy két fiatal közös jövője előre meg van megírva. Ez jelentősen megkönnyítette a párközvetítő munkáját, hiszen a szülők nem vonhatták kétségbe azt, ami a csillagok szerint elrendeltetett. Ugyanez igaz a Tarot kártyás jóslásra is, amit szintén sok párközvetítő alkalmazott döntése alátámasztásául.
A különböző táncos összejövetelek, különösen Észak-Amerikában kiváló alkalmat adtak arra, hogy párközvetítők beavatkozása nélkül, indirekt módon össze tudjanak ismerkedni az emberek.
Ezen a területen nagyban megnehezítette az ismerkedés folyamatát, hogy a farmokon dolgozó fiatalok egymástól elszigetelve élték mindennapjaikat. Gyakran előfordult, hogy a házasulandó korba lépett nők és férfiak csak a templomban vagy ritkán a különböző összejöveteleken találkozhattak egymással.
A párközvetítők szerepe ezeken a rendezvényeken az volt, hogy gardedámként figyeljék a kezdődő kapcsolatokat és tanácsokat adjanak a szülőknek.
Az olyan kultúrákban, ahol hagyományosan nem az elrendezett házasság volt a norma sokkal inkább döntött a házasság megkötése mellett vagy ellen a férfi pozíciója. Mennyire volt stabil az anyagi háttere, el tudja-e kényelmesen tartani a családját? Az ilyen kultúrákban a párközvetítő csak felgyorsítani vagy éppen lelassítani tudta a már formálódó kapcsolatot. Tehát nem volt jelentősebb szerepük mint bármelyik családtagnak. A papság és az egyház viszont minden nyugati kultúrában jelentős szerepet töltött be a házassági tanácsadás területén is, különösen azokon a területeken, ahol a papokat nagy tiszteletben álló tanácsadókként tartja számon a közösség.
A párközvetítő szerep mintegy mellékesen jelent meg az egyházközeli emberek munkájában, legyen szó akár a katolikus hitűekről vagy a zsidókról. A zsidóság esetében még ma is él egy párközvetítő hálózat, a sidduch, amiben a zsidó vallású egyedülállókat ismertetik meg egymással az ortodox zsidó közösségekben (a szó eredetileg a házasságot tágabb értelmében jelenti, gyakori angolos írásformája: shidduch).

## Társközvetítés ma
A társközvetítő irodák és a társkereső oldalak nagy része ma a romantikus szerelem eszményképére épít és arra, hogy a szerelemhez és a jó párkapcsolathoz mindenkinek joga van. Az online társkereső csak egy példa a manapság divatos randizási rendszerre, ahol a technológia segítségével próbálnak minél könnyebben, minél jobb kapcsolásokat létrehozni.
A különböző párkeresési formák mellett egyre nagyobb igény van arra is, hogy a hagyományos párközvetítők munkája visszatérjen. Szerencsére egyre több helyen van lehetőség arra, hogy a számítógép helyett személyes tanácsadó kalauzolja végig a párkeresés folyamatán az egyedülállókat. A párközvetítő az online felületekhez képest átláthatóbb, bizalmasabb légkört biztosít és lehetőséget arra, hogy két tényleg egymáshoz illő ember találkozhasson.

### Észak-Amerikában
Amerikában két TV-show is újraértelmezte a hagyományos párközvetítőket és épített a párkeresés témakörére. Egyrészt a Bravo Tv-n futó Millionaire Matchmaker 2008-ban, másrészt a Tough Love című a VH1 csatornán 2009-ben.

### Ázsiában
Szingapúrban állami támogatás és vezetés mellett működik egy olyan szakmai tanácsadói és társkereső rendszer, ami máshol a kereskedelmi kategóriában fut.

## Teóriák
Egyetemi kutatók, szexológusok és más tudományterületekről érkező szakemberek próbálták már meg megfogalmazni a párközvetítés lényegét, annak érdekében, hogy maximalizálni tudják annak hatékonyságát. A párközvetítés ezek alapján sikeresebb lehet például akkor, ha személyiségi tesztekkel kezdik a munkát. Magyarországon erre először az 1960-70-es években nyílt lehetőség, amikor a Négy Évszak Házasságközvetítő Szolgálat megkezdte a munkáját Sziklai László személyiségtesztjével kiegészítve.[forrás?]

## Házasságközvetítő iroda

### Története
1650.  szeptember 29-én Henry Robinson Londonban megnyitotta az első történetileg dokumentált házasságközvetítő irodát.

## Társkereső iroda
Az első társkereső irodákat az 1600-as években hozták létre, hogy akár vallási, akár társadalmi szempontból megfelelő Házasság születhessen. A történelemben mindig is jelentős szerepet töltöttek be a társkeresők.

### Társkereső irodák régen
Régebben a házasságkötés nem szerelemre alapult, sokkal nagyobb szerepe volt a szociális státusznak és az anyagi helyzetnek házasságkötéskor. Sok közösség szakemberre bízta a döntést, hogy minden szempontból megfelelő társat találjon a házasuló korba jutó fiataloknak.
Japánban őket hívták nokado-nak, Mexikóban portador végezte ezt a munkát és Oroszországban kalyn volt a kerítő neve.
A különböző vallásokban, például  a keresztények vagy az ortodox zsidók között a papok feladata volt (és egyes esetekben ma is az), hogy megfelelő párt találjanak a fiataloknak, felkészítsék őket a házasságra és segítsenek megoldani a fiatal házasok problémáit.
Az első olyan irodák, amik ténylegesen a ma működők elődjeiként foghatók fel, Angliában kezdték meg a működésüket az 1600-as években. Itt még az elsődleges szempont az volt, hogy az azonos társadalmi osztályba tartozókat ismertessék össze. A mai rendszerhez hasonló elven működő társkereső irodák a 18-19. században szintén Angliában fejlődtek ki. Az irodában feliratkozóknak egy-egy rövid mondatban kellett bemutatkozniuk és elsősorban azt meghatározniuk, hogy mennyi pénzt keresnek vagy, hölgyek esetén, azt, hogy mennyi hozományuk van. Értékeik és vagyonuk alapján egy három fokozatból álló skálán kellett értékelniük magukat.
Egy tipikus bemutatkozó szöveg ezek alapján körülbelül így nézett ki: No. 2., 40-es éveiben járó férfi, kicsit testes, sötét bőrű, parókás. Lakással rendelkezik és egy kis birtokkal Suffolk környékén. Anyagilag rendezett. Vallásos.
Az ellenderezett házasságok a 20. század elejéig egyértelműen tartották magukat és még ma is vannak olyan országok, ahol a családtagok vagy társkereső irodák végzik a hölgyek és férfiak összeismertetését.

### A II. világháború után
A modern világban megváltoztak a lehetőségek. A fiatalok többsége már a munkahelyen, a közösségekben vagy a családtagokon, rokonokon keresztül ismerkedett. Ennek ellenére a szervezett társkeresési formák sem veszítettek a népszerűségükből, ekkor jelentek meg az újságokban, folyóiratokban a különböző apróhirdetések.

### Társkereső irodák ma
A társközvetítő irodákon keresztül történő párkeresés még ma is népszerű, emellett az internet térnyerésével új megoldások is születtek. A különböző online társkereső oldalak és mobil applikációk is az egyedülállók rendelkezésére állnak.
Az elmúlt időszakban többen is felismerték, hogy az internet zavaros világa mellett szükség van a személyes tanácsadásra is. Társkereső coachok, párkapcsolati tanácsadók és csábító mesterek lepték el a piacot és kínálnak az egyedülállók különböző rétegeinek különböző szolgáltatásokat. Sőt, a férfiaknak Pickup artist segít abban, hogy minél népszerűbb legyen a hölgyek körében.
A társkereső irodák többnyire arra a felismerésre építenek, hogy a személyes kapcsolat sokkal fontosabb, mint a számítógépeken tárolt adatok. A személyes tanácsadók többsége azt az elvet vallja, hogy nem a mennyiség számít, hanem a minőség. A szakemberek elsőszámú feladata, hogy párt találjanak az ügyfelüknek és nem az, hogy végtelen mennyiségű hölggyel vagy férfival ismertessék össze őt.